# Le Secret de l'enclos du Temple
 (avril 2015).
Si vous disposez d'ouvrages ou d'articles de référence ou si vous connaissez des sites web de qualité traitant du thème abordé ici, merci de compléter l'article en donnant les références utiles à sa vérifiabilité et en les liant à la section « Notes et références ».
Le Secret de l'enclos du Temple est un roman policier historique de Jean d'Aillon publié en 2011.

## Résumé
En 1647, l'oncle de Bussy lui donne l'ex-maison de Molay dans l'enclos du Temple. Il y trouve une boîte avec de l'or et un parchemin codé. Il demande à Louis de le décoder. Peu après, l'or est volé. 
En 1648, à Paris, le valet d'Orléans, est trouvé découpé. Gaston enquête sur ce meurtre et trouve l'or chez Dufresne et chez Campi. Dufresne avoue le meurtre. Voiture meurt peu après et Beaufort s'évade de prison. 
Cependant, Louis rentre à Mercy et achète des armes pour ses gens. Fouquet fait dire à d'Artagnan par Clément que Bussy va enlever Mme de Miramion. 
À Paris, Bauer tue Clément qui importunait sa chère Marie. Bussy enlève Miramion sur conseil de Clément, puis la libère. D'Artagnan affirme être son libérateur. Ussy tue Maffécourt qui allait tuer Gaston. Gaston explique à Louis le complot contre Bussy et Louis lui parle du parchemin. 
Au cours de la Fronde contre Mazarin, Gaston se réfugie à Mercy avec les siens. Peu après, Mercy est attaqué par des Allemands déserteurs de l'armée française qu'ils vainquent. 
De retour à Paris, Louis échange la solution du parchemin, avec l'accord de Bussy, avec Conti, meneur de la Fronde, contre la réconciliation avec Mazarin. Ils trouvent des coffres dans le Temple, mais ils contiennent des pierres. En dépit de cette déconvenue, la Fronde s'arrête. Louis trouve finalement de l'or et un 2e parchemin dans un autre lieu secret et en octroie la moitié à Bussy.